# Alán Gómez
Ari Alano Gómez, conocido como Alán Gómez (Artigas, 10 de marzo de 1932- Ib., 9 de julio de 2013), fue un músico, compositor uruguayo, creador de la denominada «canción terruñera».

## Biografía
Nació en 1933 en una zona rural del departamento de Artigas. De niño, vivió en el campo y en el pueblo Yacaré, actual Bernabé Rivera, Artigas.
Sus canciones tienen como temática lo que observaba en el campo y en la zona fronteriza con Brasil: las lavanderas del Cuareim, el niño contrabandista, el vendedor ambulante, el botellero.
A lo largo de su vida tuvo distintos empleos tales como trapecista de circo, vendedor de revistas, soldado, fotógrafo y comunicador. Aprendió a tocar la guitarra con Pichón Roma y para poder comprarla, trabajó en el campo deschalando una cuadra de plantación de maíz.
En Montevideo, estudió con Miguel Aguilar y debutó en radio El Espectador. También realizó giras por Uruguay y Argentina donde residió varios y trabajó como fotógrafo, entre otras actividades.
Integró junto con Osiris Rodríguez Castillos, Ruben Lena, Aníbal Sampayo, Víctor Lima y Anselmo Grau, entre otros, el grupo de pioneros del llamado canto popular uruguayo.
Fue bautizado por Alfredo Zitarrosa como «El Indio Alán».
Washington Benavides dijo sobre él: Su sonido único como de amatista, me marcó y en más de una oportunidad, sobre todo cuando interpretó canciones fronterizas me descubro haciéndolo a la manera de Alán, y esto me alegra y me hace pensar cuán importante es acercar nuestro canto a las escuelas. Él no precisaba micrófonos para cantarnos en el salón de actos,  y más de una vez en los crudos inviernos se ponía dos pantalones para aguantar el frío. Por supuesto que iba gratis...
Compuso canciones hasta sus 80 años de edad. Falleció el 9 de julio de 2013.

## Obras
Incursionó en la milonga, la vidalita, la huella y el cielito, con influencia de la música riograndense, entrerriana y sureña. Se lo considera el creador del género conocido como «canción terruñera», caracterizado por integrar elementos de los estilos mencionados.
En 1962 Osiris Rodríguez Castillos editó su primer álbum: Poemas y canciones orientales.
Su composición más conocida es la canción Caminitos de tierras coloradas, musicalización del poema homónimo del poeta riverense Agustín Bisio, que formó parte del repertorio de Los Olimareños.
En 2008 lanzó Alán Gómez – Cantor de camino, un CD con 23 canciones con su voz y guitarra.